# さつま号

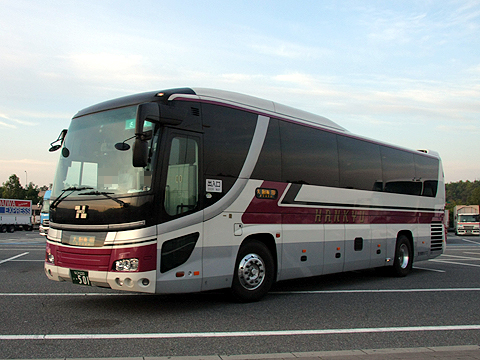
さつま号（阪急観光バス）

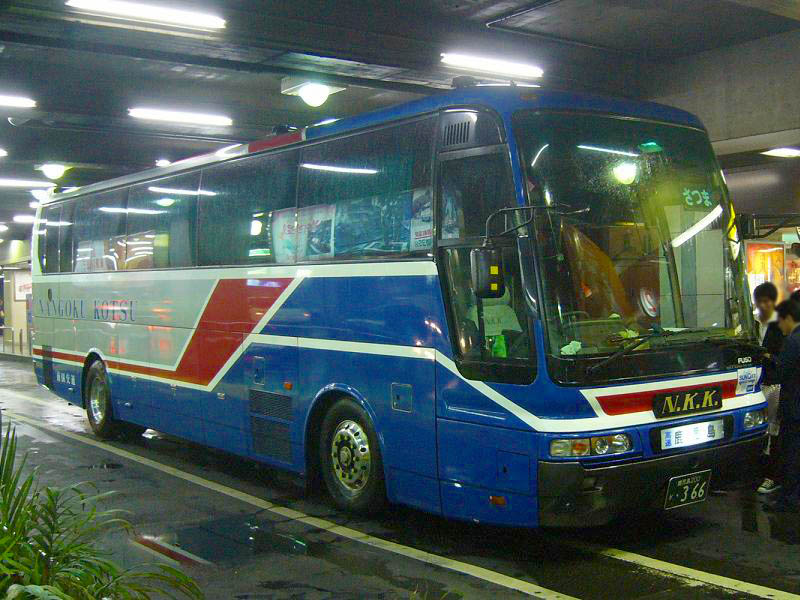
さつま号（南国交通）

さつま号（さつまごう）は、かつて大阪府大阪市と鹿児島県鹿児島市を結んでいた夜行高速バスである。
全便座席指定制のため、乗車には予約が必要であった。
航空路線やツアーバスとの競合に加え、山陽新幹線・九州新幹線で新大阪 - 鹿児島中央間直通運転開始（2011年）によって利用者が減少したことから、2012年9月30日を以て運行休止となり、2013年5月末日を以て廃止された。

## 概要
- 運行会社：阪急観光バス・南国交通
- 便数：1日1往復、両社が隔日運行

## 沿革
- 1990年3月22日 - 運行開始。当初は中国自動車道経由。
- 1997年 - 山陽自動車道全通に伴い、同道経由に変更。
- 2003年 - 大阪側の運行会社を阪急バスから阪急観光バスに移管。
- 2009年6月1日 - バスセンターが併設されていた南国日生ビルの建て替えに伴い、鹿児島側の発着バス停を変更。
- 2011年2月25日 - 大阪発鹿児島行きの南国交通便のバス（三菱ふそう・エアロエース・LKG-MS96VP、鹿児島200か11-44）において乗車していた大学生が豹変し運転席のハンドルを奪うバスジャックが発生し、車両が横転するという事件が発生する。[1]横転した車両は2月上旬に納入されたばかりだったという。
- 2012年4月23日 - 南国交通鹿児島中央駅前バスセンターの開業に伴い、鹿児島側の発着バス停を変更[2]。
- 2012年8月16日 - 南国交通・阪急観光バス両社で2012年9月30日運行休止を発表[3]。
- 2012年9月30日 - この日の出発便を以って運行休止。運行開始から22年半の歴史に幕が下ろされた。
- 2013年6月1日 - 正式に廃止[4]

## 運行経路・停車停留所
太字は停車停留所。西宮北インター以東のみ、鹿児島空港南以南のみの利用は不可だった。
大阪梅田（阪急三番街高速バスターミナル） - （国道423号新御堂筋） - 新大阪（阪急バスセンター） - 千里ニュータウン（桃山台駅） - 千里中央 - （大阪府道2号大阪中央環状線） - 中国池田IC - （中国自動車道） - 宝塚インター - 西宮北インター - (山陽自動車道・広島岩国道路・山陽自動車道・中国自動車道・関門橋・九州自動車道） - 鹿児島空港南 - 鹿児島IC - 天文館 - 鹿児島中央駅
- 鹿児島行きは山陽道龍野西SAと九州道溝辺PA、大阪行きは九州道北熊本SAと山陽道三木SAにて、それぞれ途中休憩する
- 2011年頃まで淡河バスストップも停留所となっていたがほとんど利用客がおらず、停車することは少なかった。

## 運行車両・車内設備

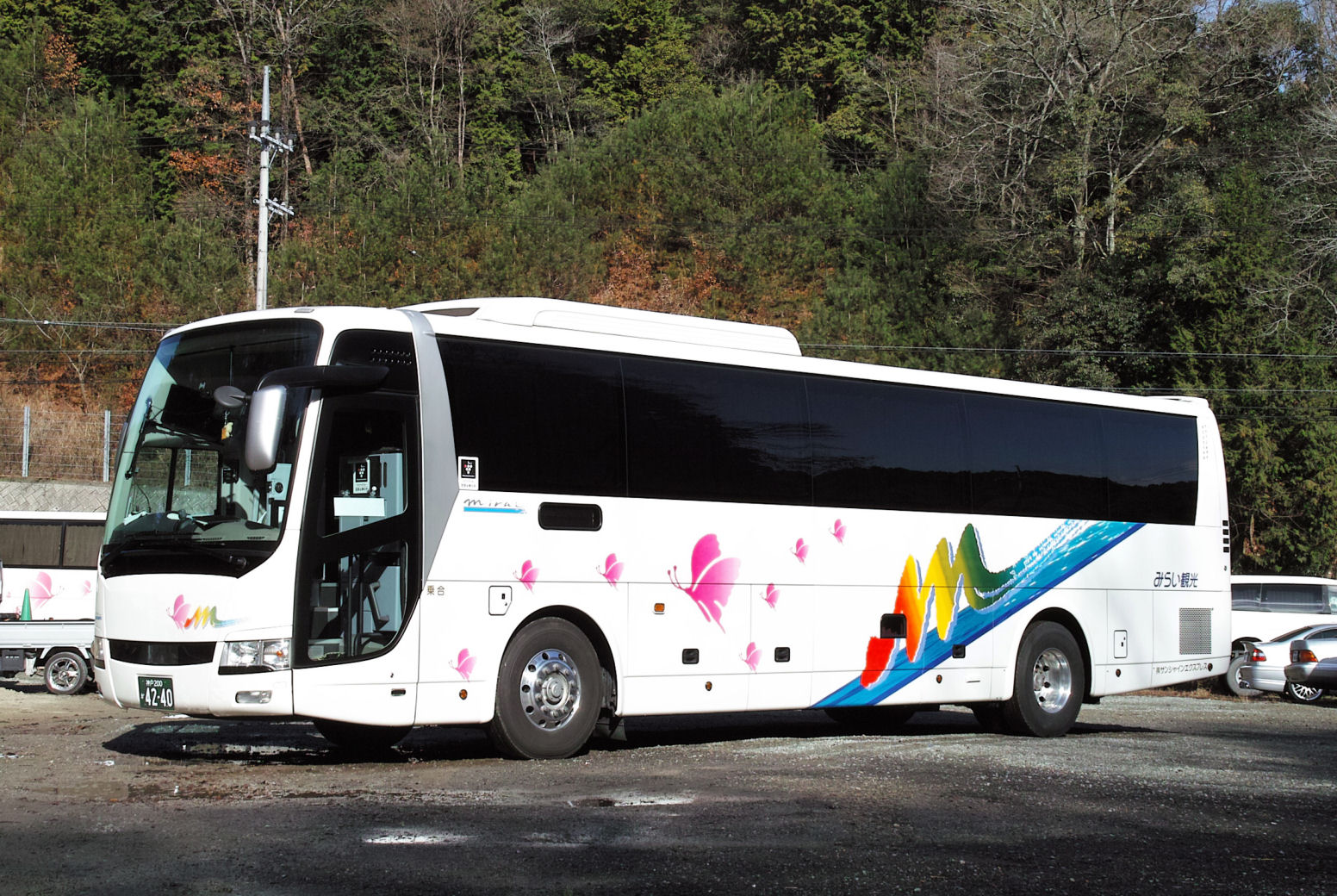
バスジャック事故の被害を受けた三菱ふそう・エアロエース。画像は修復後武元重機を経てサンシャインエクスプレスへ移籍後のもの。

- 阪急観光バスは原則として日野セレガADG-RU1ESAA、三菱ふそう エアロクィーンIKL-MS86MP、三菱ふそうエアロクィーンI（西工ネオロイヤルSD-II)）KL-MS86MP改の何れかが使用されたが、晩年は日野セレガがメインであった。
- 南国交通は原則として三菱ふそうエアロエース・LKG-MS96VP、三菱ふそうエアロクィーンI・PJ-MS86JPまたは日野・セレガKL-RU1FSEAが使用され、運用の都合上福岡線「桜島号」と共通運用されていた。南国交通のエアロエースは導入直後に上記の2011年2月25日の事故で廃車になり、新たにエアロエースを代替していた[8]。なお、事故の当該車両については修復された後、兵庫県・丹波篠山の武元重機を経てサンシャインエクスプレスに転出していることが確認されている。

### 車内設備
- 3列独立シート
- テレビ・ビデオ・ラジオ
- トイレ
- 毛布
- おしぼり・飲み物（コーヒー・お茶、阪急観光は冷たいパックの飲み物もあり）
- 阪急観光バス便の一部（セレガなど）は通路側仕切りカーテンと座席コンセントあり。

## 補足
1. ↑  逮捕の学生は就活帰りか　広島のバス横転事件 - イザ![リンク切れ] 2011年2月26日閲覧
2. ↑  “空港連絡バス・高速バスの発着所移転に関するお知らせ” (PDF).   南国交通 (2012年3月13日). 2012年3月13日閲覧。[リンク切れ]
3. ↑  “さつま号運行休止発表” (PDF).   南国交通 (2012年8月18日). 2013年5月26日時点のオリジナルよりアーカイブ。2012年8月18日閲覧。
4. ↑  高速バス大阪－鹿児島線運行廃止について - 阪急観光バス2013年4月11日
5. ↑  発着場所は、鹿児島中央ターミナルビル（ソラリア西鉄ホテル「Reise（ライゼ）」1F）2番ホーム発・4番ホーム着となる。
6. ↑  なお、新バスターミナル開業までの間においては、出発場所は南国高速バスセンター(東21)で、到着場所はダイエー鹿児島中央店横の高速バスおりば(東23)となっていた。
7. ↑  その他各2箇所ほどのSA・PAにも停車するが、車両点検および乗務員交替のための停車であり乗客は車外へは出られない
8. ↑  当路線廃止後は、ランタン号（2020年3月廃止）などに転用された。